# آزاد وشدونی
کاراپد مامیکونیان (به ارمنی: Կարապետ Սեթի Մամիկոնյան)، با نام ادبی آزاد وشدونی (به ارمنی: Ազատ Վշտունի)، (زادهٔ ۱۷ ژوئیه ۱۸۹۴ در وان – درگذشتهٔ ۲۶ مارس ۱۹۵۸ در ایروان) شاعر، روزنامه‌نگار، فعال ادبی و اجتماعی اهل ارمنستان بود.

## زندگی
آزاد وشدونی تحصیلات ابتدائی را در زادگاهش آغاز کرد و سپس در بین سال‌های ۱۹۰۸ تا ۱۹۱۱ م در «آموزشگاه مرکزی استانبول» ادامه داد. در سال ۱۹۱۱ به پاریس رفت و در کلاس‌های درس «دانشکده ادبیات و فلسفه»، دانشگاه سوربن به عنوان دانشجوی آزاد شرکت کرد.
آزاد وشدونی ماهنامه‌های «مورج» (به ارمنی: Մուրճ) را در ایروان در سال ۱۹۲۲م، «در سنگرها» (به ارمنی: «Դիրքերում») را در تفلیس در سال ۱۹۲۴ و نشریه را به نام «رستف» را در قفقاز شمالی بین سال‌های سال ۲۷-۱۹۲۶ سردبیری نمود.
آزاد وشدونی مدتی رئیس «انجمن اولیه نویسندگان ارمنستان» و مسئول بخش «هنرهای زیبای کمیساریای مردمی آموزش» بود.